# NGC 5705
NGC 5705 é uma galáxia espiral barrada (SBcd) localizada na direcção da constelação de Virgo. Possui uma declinação de -00° 43' 06" e uma ascensão recta de 14 horas, 39 minutos e 49,8 segundos.
A galáxia NGC 5705 foi descoberta em 17 de Maio de 1884 por Édouard Jean-Marie Stephan.